# Vazíristán

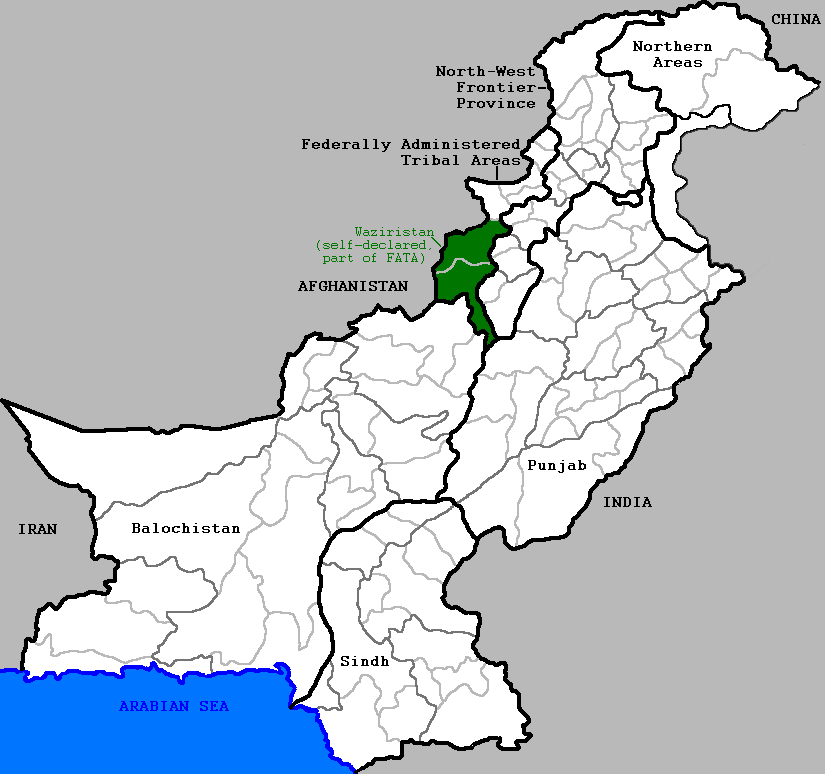
Území Severního a Jižního Vazíristánu (zeleně) uvnitř Pákistánu (bíle)

Vazíristán (v jazyce pašto a urdu: وزیرستان, "země Vazírů", anglicky: Waziristan, rusky: Вазиристан) je hornatá oblast severozápadního Pákistánu u hranic s Afghánistánem. Plocha tohoto území je přibližně 11,585 km². Vazíristán je součástí Federálně spravovaných kmenových území (FATA).
Oblast Vazíristánu se rozkládá na území západně a jihozápadně od města Péšávar mezi řekou Toči na severu a řekou Gomal na jihu. Na východě na Vazíristán navazuje území Severozápadní pohraniční provincie. Až do roku 1893 byla oblast nezávislým kmenovým územím mimo teritorium britského impéria. Pro britskou správu okolních území byly neustálým problémem nájezdy vazírijských bojovníků, které Britové mezi roky 1860 a 1945 opětovali častými trestnými výpravami. V roce 1947 se oblast stala součástí Pákistánu.
Vazíristán je pro administrativní účely rozdělen na dvě správní jednotky, Severní Vazíristán a Jižní Vazíristán. Odhady z roku 1998 hovoří o 361 246 obyvatelích žijících v Severním Vazíristánu a 429 841 obyvatelích v Jižním Vazíristánu. Mezi oběma částmi Vazíristánu existují zřetelné rozdíly, ačkoli obě skupiny obyvatel jsou z kmene Vazírů a hovoří společným vazírským jazykem. Vazírové jsou pověstní svou bojovností, známá je rovněž jejich dovednost při výrobně střelných zbraní. Vazírové jsou rovněž známí vzájemnými krevními mstami.
Vazírské kmeny jsou rozděleny na další podkmeny spravované staršími muži z jednotlivých obcí, kteří se účastní společných kmenových sněmů. Tyto sněmy se nazývají Lója džirga, Velké shromáždění. Po společenské a náboženské stránce je Vazíristán nesmírně konzervativní oblastí, ženy jsou pečlivě střeženy a každá domácnost musí mít mužského vůdce.
Aktivity hnutí Tálibán v oblasti Vazíristánu jsou problémem mezinárodního významu a promítají se do průběhu války s terorismem, zejména poté, co byla v roce 2001 uskutečněna invaze do Afghánistánu.

## Severní Vazíristán

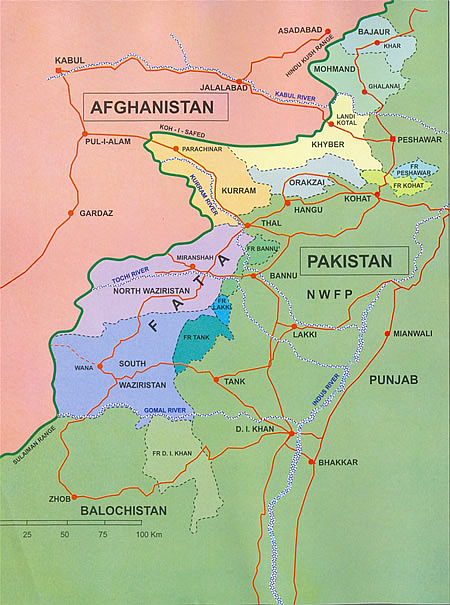
Severní (fialově) a Jižní (modře) Vazíristán a přilehlá Federálně spravovaná kmenová území a pákistánské provincie

Hlavní město Severního Vazíristánu je Miranšáh (Miran Šáh).
Území Severního Vazíristánu je obydleno ponejvíce Vazíry kmene Utmanzaj (paštská přípona -zaj vyjadřuje příslušnost k zakladateli kmene), kteří jsou spříznění s Vazíry kmene Ahmedzaj z Jižního Vazíristánu. Tento podkmen kmene Vazírů žije v opevněných horských sídlech jako jsou Razmak, Datta Chél, Spin Vam, Dosali nebo Šaval. Kmen Utmanzaj je rovněž znám pod označením Darveš Chél (perská přípona -chél zde má stejnou funkci jako paštské -zaj).
Další částí populace jsou Davarové (Daurové), kteří obdělávají půdu v níže položených údolích. Jejich sídla jsou např. Miranšáh, Darpa Chél, Amzoni, Alí Chél a Mir Alí.

## Jižní Vazíristán
Hlavní sídlo správního území Jižního Vazíristánu se nachází ve městě Vana.
Jižní Vazíristán, zaujímající území o ploše kolem 6500 km², je nejméně stabilní oblastí pod pákistánskou správou. Území nepodléhá přímé správě pákistánské vlády, je nepřímo spravováno prostřednictvím politického zástupce, což je systém, který přetrval z dob britské nadvlády.
V jižním Vazíristánu žijí zejména tyto tři kmeny: Vazírové, Mahsúdové a Barakzajové.

## Historie

### Vazíristánské povstání (1919–1920)

Vlajka používaná ve Vazíristánu hnutím odporu proti Britům během 30. let 20. století. Nápis na vlajce je muslimský takbir.

V drsné a odlehlé oblasti Vazíristánu, na severozápadních hranicích Britské Indie s Afghánistánem, způsobovaly horské kmeny muslimských bojovníků  koloniální armádě značné problémy již od roku 1860. Nyní, na počátku 21. století, je severozápadní pohraničí součástí Pákistánu, který svádí s Vazírskými kmeny svou vlastní válku.
 
Vazíristánské povstání v letech 1919 a 1920 bylo zažehnuto invazí Britské Indie do Afghánistánu v roce 1919. Ačkoli byli Afghánci rychle poraženi, Vazírské a Mahsúdské kmeny sváděly s britskými jednotkami (tvořenými téměř výhradně Indy) těžké boje. Mezi kmenovými válečníky se nacházeli veteráni místních milicí, které dříve bývaly nepravidelnými vojenskými oddíly Indické armády organizovanými britskou správou. Tito bojovníci disponovali moderními puškami Lee-Enfield.
 
Jedním z aspektů konfliktu byl výrazný účinek vzdušných vojenských sil, které byly proti Vazírům a Mahsúdům nasazeny. Tento způsob boje byl stejný, jaký britské královské letectvo použilo v letech 1920 a 1921 k potlačení arabského povstání v Iráku.

### Přítomnost Tálibánu a Válka proti terorismu
Vazírové hlásají svůj odmítavý postoj k jakékoli přítomnosti cizích ozbrojenců na svém území, ačkoli místní duchovní vůdci si pro vykonávání krevní msty tradičně najímali i muže pocházející mimo Vazíristán. V první fázi americké invaze do Afghánistánu, kdy se členové hnutí Tálibán začali stahovat do Pákistánu, zahájili místní kmenoví vůdci (označovaní jako malikové) mezi místním obyvatelstvem kampaň s cílem tyto cizince vyhnat. Kvůli těmto aktivitám již bylo cílenými vražednými útoky Tálibánu zabito zhruba 200 urozených maliků.
4. června 2007 se uskutečnilo jednání Národní bezpečnostní rady (NBR) Pákistánu s cílem rozhodnout o osudu Vazíristánu a učinit politická a správní opatření k zabránění „talibanizace“ oblasti. Tomuto jednání předsedal pákistánský prezident Parvíz Mušaraf, doprovázen ministerskými předsedy a guvernéry všech čtyř provincií. Přítomní představitelé diskutovali zhoršující se situaci v oblastech práva a pořádku, stejně jako hrozby, které tím vznikají pro státní bezpečnost.
Pákistánská vláda se na základě tohoto jednání rozhodla podniknout řadu kroků, které mají vést k potlačení vlivu Tálibánu a k likvidaci ozbrojených skupin v kmenových oblastech a Severozápadní pohraniční provincii.
NBR Pákistánu rozhodla o realizaci následujících kroků k dosažení potřebných cílů:
- Nasazení bezpilotních průzkumných letounů
- Posílení orgánů vymáhajících v oblasti právo
- Nasazení většího počtu vojenských jednotek v oblasti
- Bleskové operace proti ozbrojencům
- Operace zaměřené na vojenské vůdce
- Akce proti náboženským školám (madrasám) hlásajícím násilí
- Ustanovení oblastních koordinátorů
- Posilování policie v Severozápadní pohraniční provincii

Při shromažďování informací podstatných pro boj s militantními islamisty a jejich organizacemi hrálo důležitou roli pákistánské Ministerstvo vnitra. Vláda se rovněž snaží o zesílení schopnosti vymáhání práva v provincii. Tamní policie je vybavována zbraněmi, neprůstřelnými vestami a pomůckami pro noční vidění. Paramilitantní pohraniční sbory by měly být vyzbrojeny dělostřelectvem a obrněnými transportéry. Státní úřady rovněž zkoumají možnost blokování ilegálních rádiových kanálů.
Americká zpravodajská služba CIA označila Vazíristán za „nejnebezpečnější místo na světě“.